# Nestor

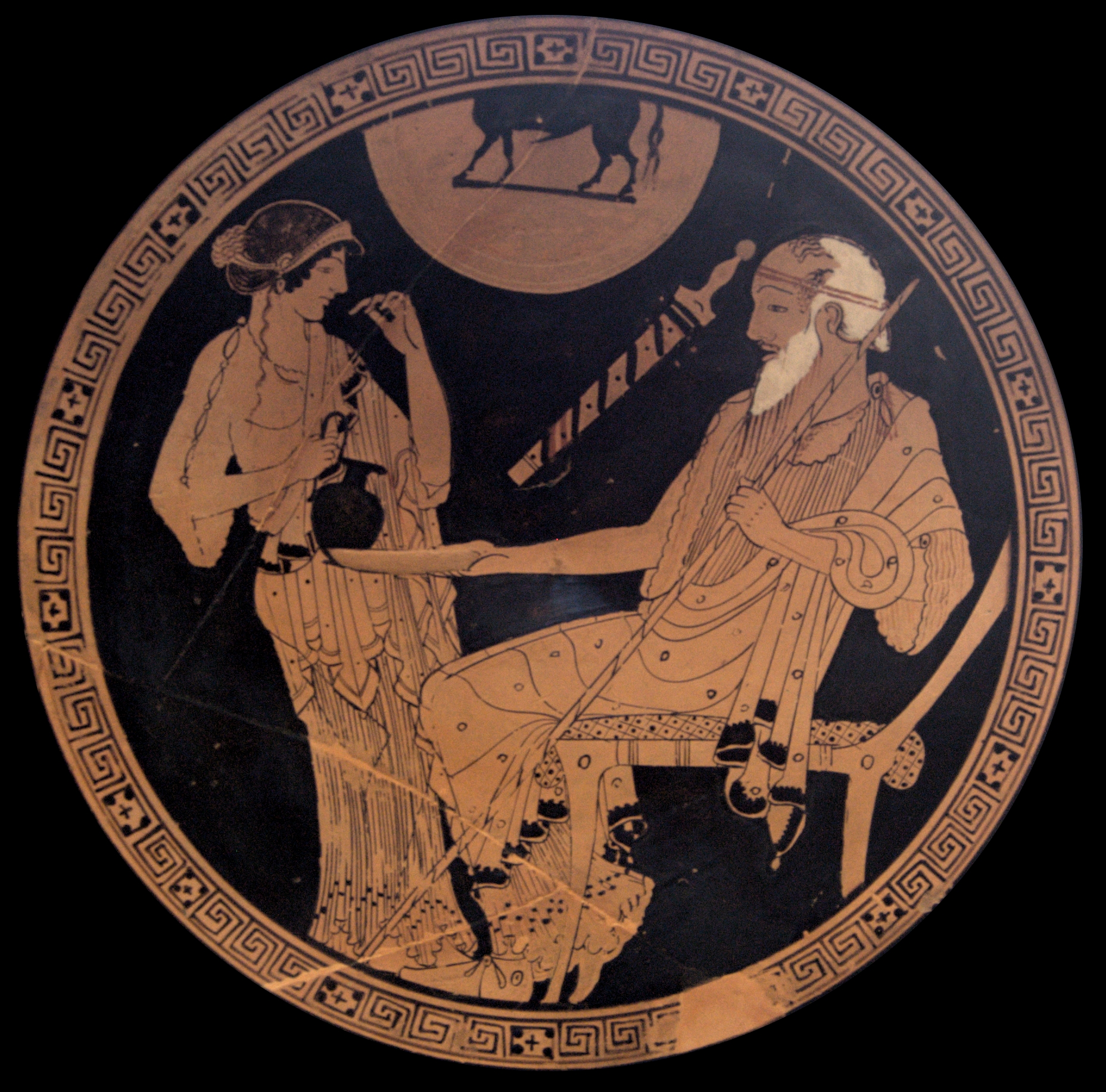
Segundo alguns, este copo mostraria Hecamede misturando kykeon para Nestor. Tondo de copo ático, c. 490 BC. De Vulcos

Nestor (em grego: Νέστωρ), na mitologia grega, era filho de Neleu, o rei de Pilos, e de Clóris. Neleu era filho de Tiro e Posidão, Clóris era filha de Anfião e Níobe e eles tinham uma filha, Pero, e doze filhos, Tauro, Astério, Pilaão, Deimaco, Euríbio, Epilau, Frásio, Eurímenes, Evágoras, Alastor, Nestor e Periclímeno.

## Biografia
Nestor tornou-se rei de Pilos depois de Héracles matar Neleu e todos os irmãos de Nestor. Ele casou-se com Anaxíbia com que teve duas filhas, Pisídice e Policasta, e sete filhos, Perseu, Estrático, Areto, Ecefrão, Pisístrato, Antíloco e Trasímedes. Foi num banquete em seu palácio que surgiu a decisão de os reis aqueus se unirem em uma liga para lutar contra Troia.
Nestor foi um Argonauta, ajudou a lutar contra os centauros e participou na caça ao Javali da Calidónia,com o seu filho Antíloco e Trasímedes. Embora Nestor fosse bastante velho quando a guerra começou, ele era famoso pela sua coragem e eloquência. Pilos enviou quarenta navios para a Guerra. Na Ilíada, dá muitas vezes conselho aos guerreiros mais novos, e é ele quem aconselha Aquiles e Agamenão a fazerem as pazes. Era demasiado velho para combater, mas era ele quem liderava as tropas de Pilos, guiando o seu carro de combate; um dos seus cavalos foi morto por uma flecha de Páris. Ele tinha também um grande escudo de ouro. Homero refere-se frequentemente a Nestor com o epíteto de "cavaleiro da Genéria." Nos jogos funerais de Pátroclo, Nestor aconselha Antíloco acerca de como vencer a corrida de carros.
Na Odisseia, Nestor regressa são e salvo a Pilos, e o filho de Ulisses, Telémaco, viaja até lá para saber do destino do seu pai. Nestor recebe Telémaco com hospitalidade, mas não lhe sabe dizer do paradeiro do seu pai.
Genericamente, em ambas as epopeias homéricas, Nestor tem o papel de sábio ancião que dá conselho aos jovens e bravos soldados. Contudo, há quem admita que o próprio Nestor tenha alguma comicidade, devido ao fato de gostar de se gabar das suas proezas quando era novo, em sendo Argonauta, os conselhos que ele dá talvez não passando de pretextos para gabar-se à vontade.